# Dendromus nyasae
Dendromus nyasae és una espècie de mamífer rosegador de la família dels nesòmids. Viu a Burundi, la República Democràtica del Congo, Ruanda i Uganda a altituds d'entre 1.300 i 4.000 msnm. Ocupa una gran varietat d'hàbitats, incloent-hi els boscos oberts i els boscos de bambú. És una espècie en risc mínim, és a dir, no sembla que hi hagi cap amenaça significativa per a la seva supervivència. El seu nom específic, nyasae, es refereix a Nyasalàndia (actualment Malawi).